# Мокрая Табола
Мокрая Табола (Мокрая Тобола) — река в России, протекает в Тульской и Рязанской областях. Устье реки находится в 1797 км по левому берегу реки Дон. Длина реки составляет 64 км, площадь водосборного бассейна 795 км².
На реке находятся сёла Нагиши, Таболо, Бучалки, Устье и Писарево.
В русле местами — большие скопления растительности, кувшинок, лилий. Водятся щука, карась, окунь, плотва.
Средняя глубина (июль) — 1,6 м, максимальная — 3,7 м.
На левом берегу в низовьях располагается археологический памятник времен монголо-татарского ига — Дорожень-городок.
В приустьевой части Мокрой Таболы в IX — начале X века существовало крупное славянское поселение. Материалы, обнаруженные на селище Устье-2, имеют полное сходство с материальной культурой радимичей, осваивавших бассейн реки Упы.

## Данные водного реестра
По данным государственного водного реестра России относится к Донскому бассейновому округу, водохозяйственный участок реки — Дон от истока до города Задонск, без рек Красивая Меча и Сосна, речной подбассейн реки — бассейны притоков Дона до впадения Хопра. Речной бассейн реки — Дон (российская часть бассейна).
Код объекта в государственном водном реестре — 05010100312107000000335.

### Притоки (км от устья)
- 1,5 км: река Сухая Табола (Табола) (лв)
- 31 км: река Сизовка (пр)
- 43 км: речка Волешник (пр)
- 53 км: река Бурлак (пр)